# Qatar Total Open 2016
Qatar Total Open 2016 byl tenisový turnaj pořádaný jako součást ženského okruhu WTA Tour, který se hrál na otevřených dvorcích s tvrdým povrchem v areálu Khalifa International Tennis and Squash Complex. Konal se mezi 21. až 27. únorem 2016 ve katarském hlavním městě Dauhá jako čtrnáctý ročník turnaje.
Událost s rozpočtem 2 818 000 dolarů patřila do kategorie WTA Premier 5. Do soutěže dvouhry nastoupilo padesát šest hráček a čtyřhry se účastnilo dvacet osm párů.
Nejvýše nasazenou hráčkou ve dvouhře se stala světová dvojka Angelique Kerberová z Německa, jež ve druhém kole nestačila na poslední přímou účastnicí dvouhry 86. čínskou hráčku žebříčku Čeng Saj-saj.
Dvouhru vyhrála španělská hráčka Carla Suárezová Navarrová a deblovou část turnaje ovládla dvojice tchajwanských sester Chao-čching a Jung-žan Čanových.

## Distribuce bodů a finančních odměn

### Distribuce bodů
| Soutěž  | vítězky | finalistky | semifinalistky | čtvrtfinalistky | 16 v kole | 32 v kole | 64 v kole | Q  | Q2 | Q1 |
| ------- | ------- | ---------- | -------------- | --------------- | --------- | --------- | --------- | -- | -- | -- |
| dvouhra | 900     | 585        | 350            | 190             | 105       | 60        | 1         | 30 | 20 | 1  |
| čtyřhra | 900     | 585        | 350            | 190             | 105       | 1         | —         | —  | —  | —  |

### Finanční odměny
| Soutěž                                | vítězky  | finalistky | semifinalistky | čtvrtfinalistky | 16 v kole | 32 v kole | 64 v kole | Q2     | Q1     |
| ------------------------------------- | -------- | ---------- | -------------- | --------------- | --------- | --------- | --------- | ------ | ------ |
| dvouhra                               | $518 500 | $259 300   | $129 520       | $59 730         | $29 580   | $15 185   | $7 800    | $4 340 | $2 230 |
| čtyřhra                               | $148 300 | $75 010    | $37 130        | $18 700         | $9 470    | $4 680    | —         | —      | —      |
| částky ve čtyřhře jsou uváděny na pár |          |            |                |                 |           |           |           |        |        |

## Ženská dvouhra

### Nasazení
| Stát                          | Hráčka                    | WTA | Nasazení |
| ----------------------------- | ------------------------- | --- | -------- |
| Německo                       | Angelique Kerberová       | 2.  | 1.       |
| Rumunsko                      | Simona Halepová           | 3.  | 2.       |
| Polsko                        | Agnieszka Radwańská       | 4.  | 3.       |
| Španělsko                     | Garbiñe Muguruzaová       | 5.  | 4.       |
| Česko                         | Petra Kvitová             | 8.  | 5.       |
| Švýcarsko                     | Belinda Bencicová         | 9.  | 6.       |
| Česko                         | Lucie Šafářová            | 10. | 7.       |
| Španělsko                     | Carla Suárezová Navarrová | 11. | 8.       |
| Itálie                        | Roberta Vinciová          | 13. | 9.       |
| Česko                         | Karolína Plíšková         | 14. | 10.      |
| Švýcarsko                     | Timea Bacsinszká          | 16. | 11.      |
| Rusko                         | Světlana Kuzněcovová      | 18. | 12.      |
| Dánsko                        | Caroline Wozniacká        | 19. | 13.      |
| Srbsko                        | Jelena Jankovićová        | 20. | 14.      |
| Ukrajina                      | Elina Svitolinová         | 21. | 15.      |
| Itálie                        | Sara Erraniová            | 22. | 16.      |
| Žebříček WTA k 15. únoru 2016 |                           |     |          |

### Jiné formy účasti
Následující hráčky obdržely divokou kartu do hlavní soutěže:
- Fatma Al-Nabhaniová
- Eugenie Bouchardová
- Çağla Büyükakçay

Následující hráčky postoupily z kvalifikace:
- Kateryna Bondarenková
- Jana Čepelová
- Kirsten Flipkensová
- Ana Konjuhová
- Anastasija Sevastovová
- Donna Vekićová
- Jelena Vesninová
- Wang Čchiang

### Odhlášení
před zahájením turnaje
- Mona Barthelová → nahradila ji Darja Kasatkinová
- Irina-Camelia Beguová → nahradila ji Misaki Doiová
- Alizé Cornetová → nahradila ji Čeng Saj-saj
- Camila Giorgiová → nahradila ji Jaroslava Švedovová
- Pcheng Šuaj → nahradila ji Cvetana Pironkovová
- Maria Šarapovová (poranění předloktí)→ nahradila ji Bethanie Matteková-Sandsová
- Serena Williamsová (chřipka) → nahradila ji Denisa Alertová

## Ženská čtyřhra

### Nasazení
| Stát                                                                      | Hráčka                      | Stát             | Hráčka                 | WTA | Nasazení |
| ------------------------------------------------------------------------- | --------------------------- | ---------------- | ---------------------- | --- | -------- |
| Švýcarsko                                                                 | Martina Hingisová           | Indie            | Sania Mirzaová         | 2.  | 1.       |
| USA                                                                       | Bethanie Matteková-Sandsová | Kazachstán       | Jaroslava Švedovová    | 10. | 2.       |
| Francie                                                                   | Caroline Garciaová          | Francie          | Kristina Mladenovicová | 20. | 3.       |
| Čínská Tchaj-pej                                                          | Čan Chao-čching             | Čínská Tchaj-pej | Čan Jung-žan           | 21. | 4.       |
| Česko                                                                     | Andrea Hlaváčková           | Česko            | Lucie Hradecká         | 22  | 5        |
| Maďarsko                                                                  | Tímea Babosová              | Německo          | Julia Görgesová        | 36. | 6.       |
| USA                                                                       | Raquel Atawová              | USA              | Abigail Spearsová      | 39. | 7.       |
| Slovinsko                                                                 | Andreja Klepačová           | Slovinsko        | Katarina Srebotniková  | 49. | 8.       |
| Žebříček WTA k 15. únoru 2016; číslo je součtem umístění obou členek páru |                             |                  |                        |     |          |

### Jiné formy účasti
Následující páry obdržely divokou kartu do hlavní soutěže:
- Fatma Al-Nabhaniová /  Varvara Lepčenková
- Simona Halepová /  Ioana Raluca Olaruová
- Petra Kvitová /  Barbora Strýcová
- Ons Džabúrová /  Olla Mouradová

## Přehled finále

### Ženská dvouhra
- Carla Suárezová Navarrová vs.  Jeļena Ostapenková, 1–6, 6–4, 6–4

### Ženská čtyřhra
- Čan Chao-čching /  Čan Jung-žan vs.  Sara Erraniová /  Carla Suárezová Navarrová, 6–3, 6–3